# Doris Batter
Doris Batter (verheiratete Hatton; * 22. April 1929 in Brentford; † 23. April 2002 in Hampshire) war eine britische Sprinterin.
Bei den Olympischen Spielen 1948 in London erreichte sie über 100 m das Halbfinale.
1950 gewann sie bei den British Empire Games in Auckland Silber mit der englischen 660-Yards-Stafette. Über 100 und 220 Yards schied sie im Vorlauf aus. 
1948 und 1949 wurde sie Englische Meisterin über 60 m.

## Persönliche Bestzeiten
- 60 m: 7,7 s, 9. Juli 1949, London
- 100 Yards: 11,1 s, 24. September 1949, Epsom